# 여성 일기
"여성 일기"는 한국에서 제작된 홍성기 감독의 1949년 영화이다. 주증녀 등이 주연으로 출연하였고 황온순 등이 제작에 참여하였다.

## 출연

### 주연
- 주증녀
- 황남
- 황정순

## 기타
- 조명: 함완섭
- 녹음: 최칠복